# S. I. Newhouse School of Public Communications

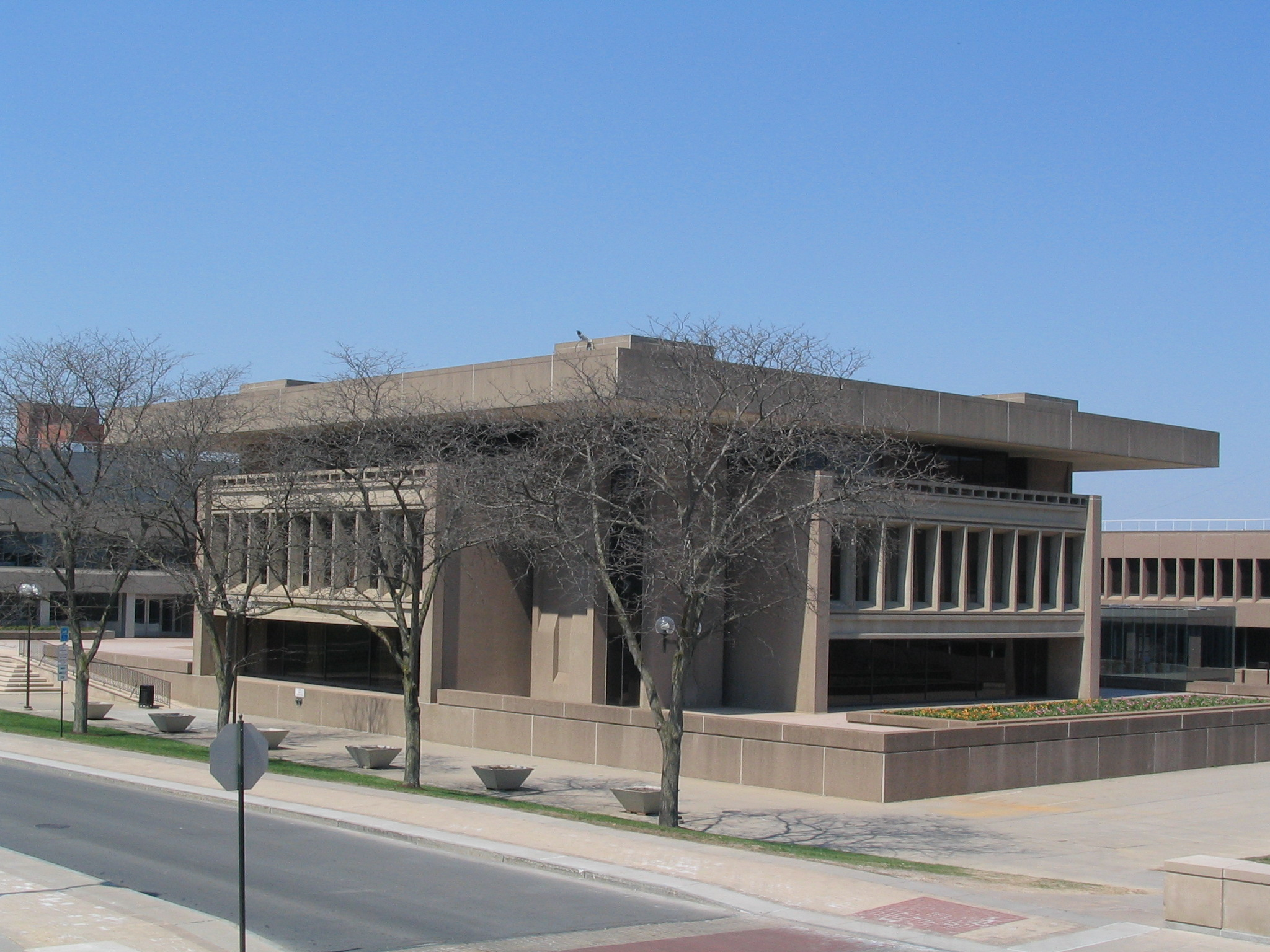
« Newhouse 1 », dessiné par l'architecte I.M. Pei et construit en 1964.

 (mai 2016).
S.I. Newhouse School of Public Communications ou en français : « École Newhouse de communication de l'université de Syracuse ». Cette école enseigne le journalisme écrit ou dans les médias vivants (exemple : internet, télévision, radio) mais aussi la conception graphique, la publicité, les relations publiques et la télévision et le cinéma.
L'école tient son nom de Samuel Irving Newhouse Sr. (en), et surtout mécène de l'école, dont la donation généreuse a permis la construction du premier bâtiment en 1964, le bâtiment « Newhouse 1 », dessiné par l'architecte I.M. Pei.
Depuis le 1er juillet 2008, soit 16 ans, 8 mois et 13 jours, la doyenne de l'école est Lorraine Branham, ancienne journaliste et doyenne de l'école de journaliste de l'université du Texas à Austin. 
L'école possède environ 70 enseignants à temps plein et 50 enseignants-adjoints. 1 900 étudiants en premier cycle, 250 en cycle supérieur et 13 en doctorat. L'admission en premier cycle est très difficile.
En décembre 2011, NewsPro a classé Newhouse, « meilleure école de journalisme des États-Unis ».

## Histoire et architecture
En 1934 est fondée la section journalisme de l'université de Syracuse (SU), ce qui fait d'elle la première université du pays à proposer une unité de formation en radio. En 1947, SU lance WAER, l'une des premières stations de radio universitaire du pays. Plus tard, SU diversifiera son offre de formation dans les médias avec des cours de télévision et même de journalisme en ligne.

### Newhouse 1
La fondation officielle de l’école de journalisme de SU date de 1964, date du don de Samuel Irving Newhouse Sr. (en), magnat des médias à l'université permettant l'inauguration d'un nouveau campus dédié aux médias et plus particulièrement de « Newhouse 1 », le bâtiment dessiné par l'architecte I. M. Pei. Le bâtiment est inauguré par le président, Lyndon B. Johnson, à l'origine du discours du golfe du Tonkin, prononcé sur Newhouse Plaza.

### Newhouse 2

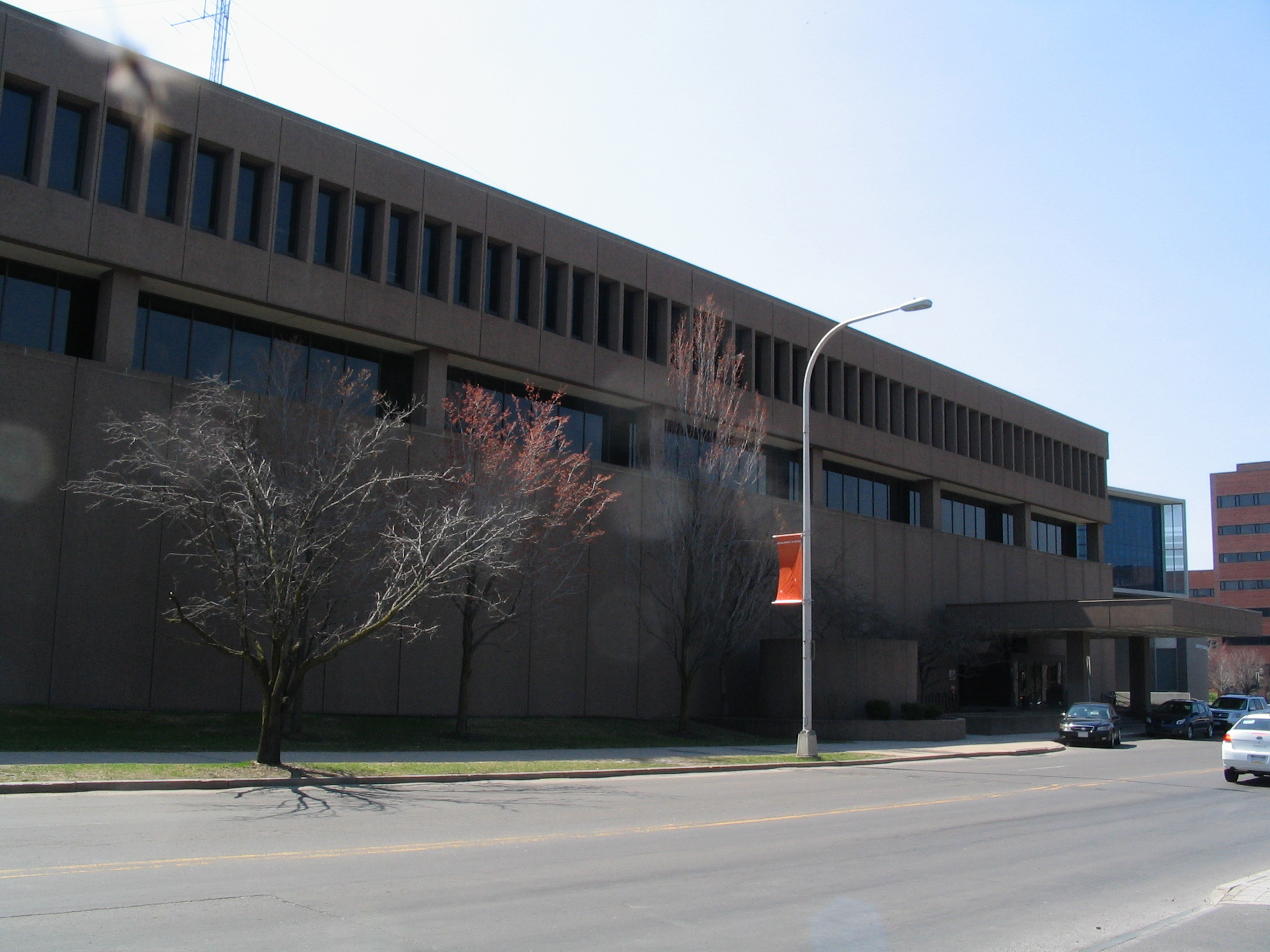
« Newhouse 2 »

En 1971, la section journalisme de l'université de Syracuse, enrichie de formations en télévision et en radio est intégrée dans la S. I. Newhouse School of Public Communications. Un second bâtiment, « Newhouse 2 », est inauguré en 1974 par un discours de William S. Paley, président du conseil d'administration de CBS.

### Newhouse 3
En 2003, l'école reçoit une donation de 15 millions de dollars de la fondation de la famille Newhouse qui lui permet la construction d'un troisième bâtiment. Le bâtiment est inauguré le 19 septembre 2007 par un discours du juge en chef des États-Unis, John G. Roberts Jr. en présence de la famille Newhouse.

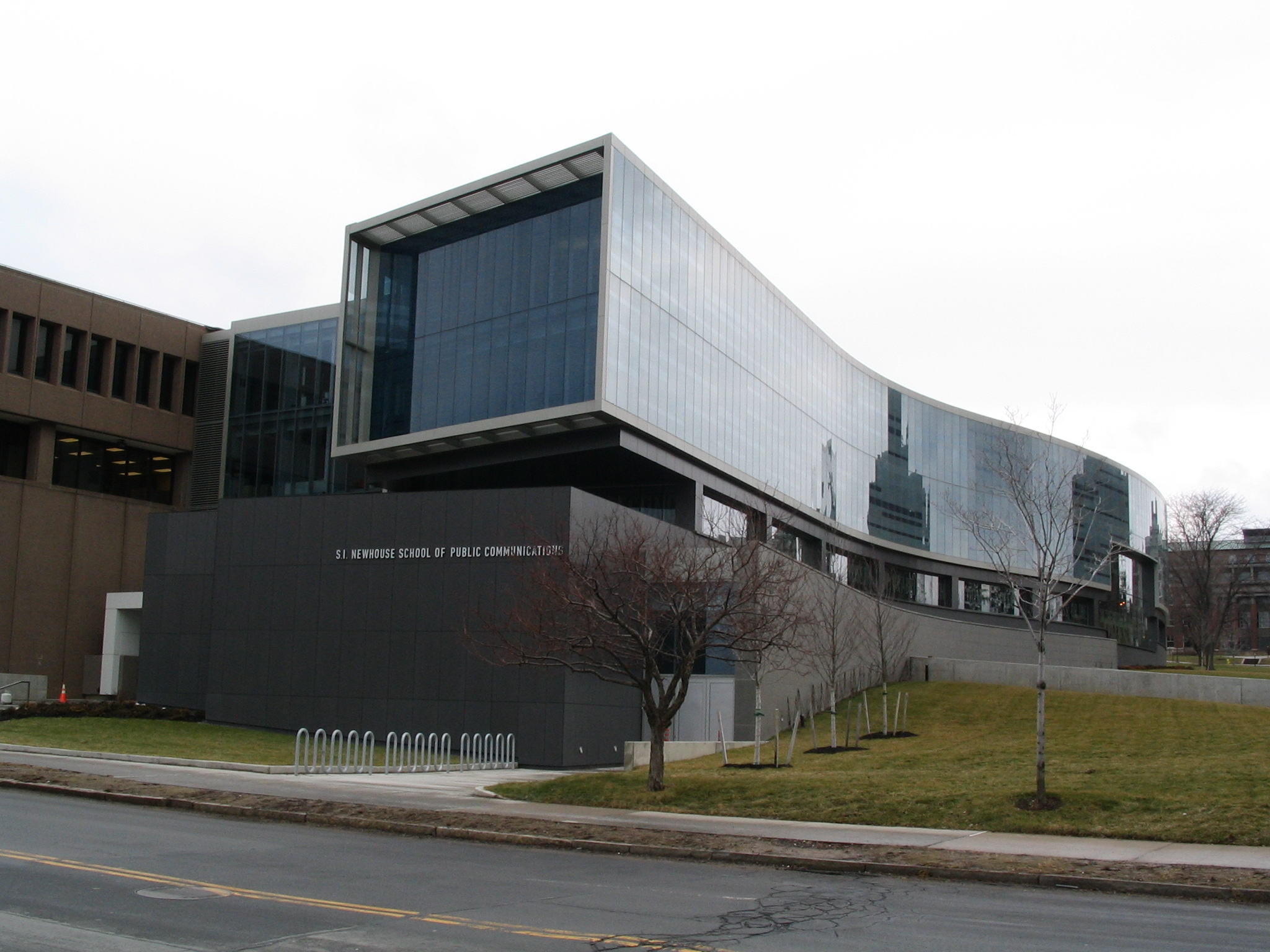
« Newhouse 3 » au premier plan, à gauche au second plan : « Newhouse 2 »

Cette structure d'un coût total de 31,6 millions de dollars et d'une surface de 6 900 m2 a été dessinée par le cabinet d'architecture Polshek. Elle est décorée d'une frise en lettres de 6 pieds de haut sur la verrière, rappelant le texte du Premier amendement de la Constitution des États-Unis. 
« Congress shall make no law respecting an establishment of religion, or prohibiting the free exercise thereof; or abridging the freedom of speech, or of the press; or the right of the people peaceably to assemble, and to petition the Government for a redress of grievances. »
« Le Congrès ne fera aucune loi relative à l'établissement d'une religion, ou à l'interdiction de son libre exercice ; ou pour limiter la liberté d'expression, de la presse ou le droit des citoyens de se réunir pacifiquement ou d'adresser au gouvernement des pétitions pour obtenir réparations des torts subis. »
— Premier amendement de la Constitution des États-Unis

### Rénovations
En septembre 2014, « Newhouse 2 » est rénovée pour un budget de 18 millions de dollars. Ces travaux contiennent aussi des améliorations avec la création du studio d'innovation, du studio Dick Clark, du centre Alan Gerry (en) pour l'innovation dans les médias, du centre d'informations numériques Diane et Bob Miron. Cette fois, l'invité de inauguration fut Oprah Winfrey qui prononça un discours à la cérémonie.

### La «mafia Newhouse»
Avec un carnet d'adresse de plus de 26 000 anciens, l'école est parfois accusée d'être entre les mains d'une mafia des médias. Le service d'insertion professionnelle de l'école propose régulièrement des emplois et des stages aux anciens élèves. Les élèves ont accès sur le site internet de l’école aux coordonnées de 3 500 personnes.

### Affaire Ebola
En octobre 2014, l'école annule son invitation à Michel duCille, photojournaliste, ayant reçu le prix Pulitzer,,, en raison des risques de contamination causés par son reportage, trois semaines auparavant sur l'Ebola au Liberia,,. DuCille commente : « Je suis très déçu. Je suis en colère et très embarrassé qu'une école de journalisme, dont le but est chercher des informations fiables, tombe dans le piège classique de l'hystérie de la pandémie »,. 
En effet, dans un document dévoilé le 6 octobre 2014 — soit au début de ce même mois — l'OMS déclare : « L’idée selon laquelle le virus Ebola pourrait muter et ainsi se propager facilement d’une personne à l’autre par voie aérienne n’est que pure spéculation qui ne repose sur aucune donnée probante », elle ajoute : « le risque de transmission est faible et peut être encore réduit moyennant un nettoyage et une désinfection appropriés ». Des données plus récentes de la même source confirment le risque de transmission de la maladie au personnel soignant et lors des rites funéraires et réclame des gestes d'hygiène simple pour éviter la propagation de la maladie entre humains.

## Diplômes préparés

### Premier cycle
À l'école de journalisme Newhouse, il est possible de préparer des diplômes de premier cycle.
« Bachelor's:
-  Television, Radio & Film. »

« Baccalauréats universitaires :
- Publicité ;
- Télédiffusion et journalisme numérique ;
- Graphisme ;
- Journalisme de magazine ;
- Journalisme de presse et journalisme en ligne ;
- Photographie (dont photographie multimédia) ;
- Relations publiques ;
- Télévision, radio et cinéma »

— .
Il est possible de préparer 2 spécialisations : en communication photographique (« Communications Photography ») et en théorie de la communication publique (« Public Communications Studies »), ainsi qu'un double diplôme en collaboration avec d'autres facultés de l'université de Syracuse : la faculté de ressources humaines (en) et la faculté de sciences de l'information (en).

### Master
Newhouse propose des master.
« Master's:
- Television, Radio & Film. »

« Masters :
- Publicité ;
- Journalisme d'art ;
- Arts audio ;
- Télédiffusion et journalisme numérique ;
- Ressources humaines en communications ;
- Journalisme de presse et Journalisme en ligne ;
- Photographie (dont photographie multimédia) ;
- Relations publiques ;
- Télévision, radio et cinéma »

— .
```
offers master's degrees in:
```

- Advertising
- Arts Journalism
- Audio Arts (joint program with the College of Visual and Performing Arts)
- Broadcast and Digital Journalism
- Computational Journalism (joint program with the College of Engineering and Computer Science)
- Documentary Film and History (joint program with the Maxwell School of Citizenship and Public Affairs)
- Magazine, Newspaper and Online Journalism
- Media and Education (joint program with the School of Education)
- Media Studies
- New Media Management
- Online Master's in Communications
- Photography
- Public Diplomacy (joint program with the Maxwell School of Citizenship and Public Affairs)
- Public Relations
- Television, Radio and Film[3].

Newhouse also offers a doctoral degree in Mass Communications; and an executive education master's degree in Communications Management, offered in a distance learning format.

### Master de communication préparé à distance
In July 2015, Newhouse will launch an online master's degree in communications, Communications@Syracuse. Students in the program will choose one of three tracks: advertising, public relations or journalism innovation. Classes will be taught by the school's faculty. Most coursework will be completed online, though students will be required to attend two weekend-long immersions during their program. A fall immersion is scheduled on campus in Syracuse and a spring immersion will be held in New York. The program is expected to more than double the number of master's students enrolled in the school.

### Advanced Social Media Strategy Certificate
The Newhouse School and HootSuite offer an online certificate program, the Advanced Social Media Strategy Certificate, for working professionals. The program includes 15 self-paced lessons on social media strategy.

## Activités étudiantes
Most Newhouse students participate in extracurricular activities to gain experience in their chosen field of study. On-campus publications include The Daily Orange, the campus newspaper; The Newshouse, an online news site; and numerous magazines. The school has three radio stations on-campus: WJPZ, a Top 40 station that broadcasts to the Syracuse market; WERW, a free-format station; and WAER, one of the two NPR stations in Syracuse, which has an entirely student-run sports department. In addition to OTN, Syracuse is also the home of CitrusTV, the largest entirely student-run campus TV station in the country. Also popular at Newhouse is The Kumquat, the school's main satirical news organization, which gained recognition for its video lambasting sorority Bid Day.
PR and Advertising students actively participate in Comm.Unity, an organization dedicated to helping local organizations develop communications plans.
There are also a number of diversity-based organizations for students, including the National Association of Black Journalists, and the National Association of Hispanic Journalists.

### Études à l'étranger
The Newhouse School offers multiple study abroad opportunities in addition to the SU Abroad program offered by the University. Newhouse students have the ability to work in Dubai, India, and France annually, and the London SU Abroad center offers classes directed by Newhouse.

### Jeux olympiques
NBC, which owns the rights to Olympic television coverage in the United States, visits campus to recruit Newhouse students for internships every two years. The corporation normally conducts on-campus interviews one year before the games. During the 2014 Sochi Winter Games, over 30 students received internships.

## Centers and Special Projects
- Bleier Center for Television and Popular Culture
- Center for Digital Media Entrepreneurship
- Military Visual Journalism
- Mirror Awards
- Robin Toner Program in Political Reporting
- Newhouse in New York City
- Newhouse Sports Media Center
- Student Startup Madness
- Syracuse University Los Angeles Semester
- Tully Center for Free Speech
- The Fall Workshop